# Roses a l'hivern
Roses a l'hivern (títol original en francès, Des roses en hiver) és un telefilm francès de 2015 dirigit per Lorenzo Gabriele. S'ha doblat i subtitulat al català.
Es va emetre l'11 de març de 2015 a France 2 després d'un debat sobre l'eutanàsia a França, un tema d'actualitat perquè coincidia amb l'inici del procés legislatiu sobre la llei Leonetti-Claeys que tractava sobre el final de la vida.

## Sinopsi
Abans de decidir acabar el tractament i posar fi a la seva vida, el Jean convoca a tota la seva família per donar-los la notícia. La reacció de cadascun dels fills és del tot diferent i mostra com són en realitat i quina relació tenen els uns amb els altres.

## Repartiment
- Jean-Pierre Marielle: Jean
- Mylène Demongeot: Madeleine
- Léa Drucker: Elsa
- Laurent Bateau: Renato
- Barbara Cabrita: Pauline
- Stéphane Metzger: Pierre
- François Vincentelli: Thomas
- Aurélien Wiik: Julien